# Heřman Chotek
Heřman říšský hrabě Chotek z Chotkova a Vojnína (Hermann Reichsgraf Chotek von Chotkow und Wognin; 28. června 1786 Vídeň – 25. dubna 1822 Milán) byl český šlechtic, důstojník rakouské císařské armády a zakladatel uherské větve rodu Chotků.

## Životopis

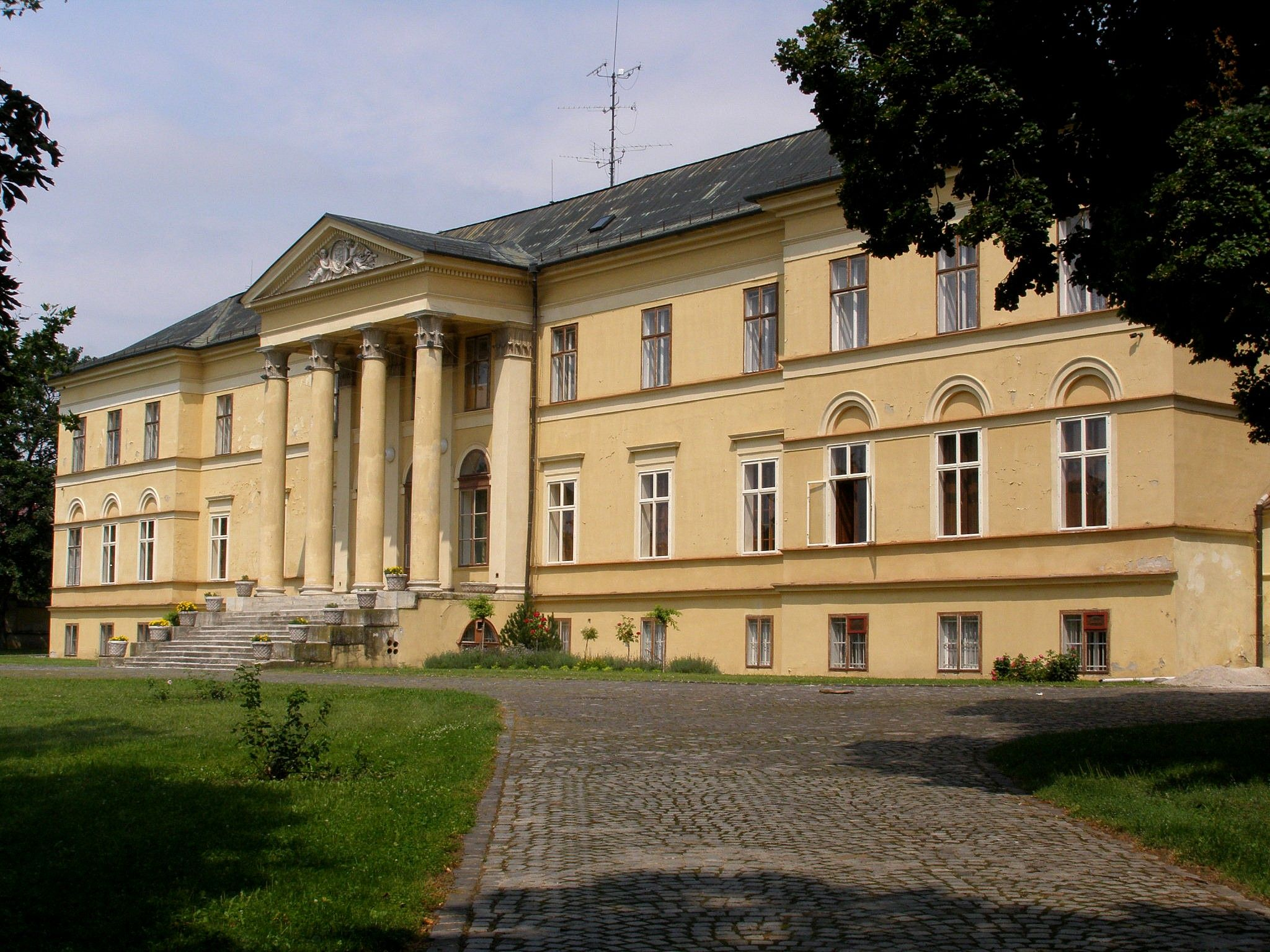
Zámek Dolná Krupá, hlavní sídlo uherské větve Chotků v 19. a 20. století

Pocházel ze staré české šlechtické rodiny Chotků, narodil se ve Vídni jako nejmladší syn hraběte Jana Rudolfa Chotka (1749–1824) a jeho manželky Marie Sidonie, rozené hraběnky Clary-Aldringenové (1748–1824), pokřtěn byl jako Heřman Václav Jan Nepomuk Vincent. Studoval ve Vídni a od roku 1805 sloužil v armádě, byl též císařským komořím. Bojů napoleonských válek se aktivně nezúčastnil, sloužil v okrajových posádkách habsburské monarchie. Jeho působištěm byl nejprve Krakov (1807–1808), poté Budín (1811–1820) a nakonec Milán (1820–1822). Dosáhl hodnosti plukovníka, vojenská služba mu ale nevyhovovala, navíc měl konflikty s nadřízenými (Josef Václav Radecký) a usiloval o přechod do diplomatických služeb. Zemřel náhle v Miláně následkem těžkého nachlazení ve věku 35 let. I když nebyl přímým účastníkem napoleonských válek, jako příslušník vlivného rodu získal několik vyznamenání od zahraničních panovníků, byl nositelem ruského Řádu sv. Anny, španělského Řádu Karla III. a bavorského Řádu Maxe Josefa.
V roce 1813 se v Budíně oženil s hraběnkou Henriettou Brunswikovou z Korompy (1789–1857), dámou Řádu hvězdového kříže. Henrietta byla jednou ze tří dědiček majetku Brunswiků v Horních Uhrách a Vojvodině (Dolná Krupá, Futog), po ovdovění navíc skoupila v letech 1822–1838 majetkové podíly na panství Ratměřice-Jankov ve středních Čechách. Trvale žila na zámku Dolná Krupá. V roce 1853 předala majetek svým synům.
Potomstvo:
- 1. Hermína (1815–1882), dáma Řádu hvězdového kříže, ∞ 1844 Franz hrabě Folliot de Crenneville (1815–1888), c. k. polní zbrojmistr, generální pobočník císaře Františka Josefa, nejvyšší komoří císařského dvora, doživotní člen rakouské Panské sněmovny
- 2. Otto (1816–1889), c. k. tajný rada, komoří, doživotní člen rakouské Panské sněmovny, majitel velkostatku Ratměřice
- 3. Rudolf (1822–1903), c. k. tajný rada, komoří, dědičný člen uherské Sněmovny magnátů, majitel velkostatků Dolná Krupá, Futog, ∞ 1862 Marie Antonie hraběnka von Khevenhüller-Metsch (1838–1892), c. k. palácová dáma, dáma Řádu hvězdového kříže

Z Heřmanových starších bratrů vynikli olomoucký arcibiskup Ferdinand Maria Chotek (1781–1836) a český nejvyšší purkrabí Karel Chotek (1783–1868).